# Oclusiva palatal sonora
La oclusiva palatal sonora es un tipo de sonido consonántico, usado en muchas lenguas del mundo. El símbolo del Alfabeto Fonético Internacional que representa este sonido es ⟨ ɟ⟩, una ⟨j⟩ sin punto y atravesada por un guion que inicialmente fue creada dando la vuelta a una ⟨f⟩ minúscula. El signo equivalente en X-SAMPA es J\.
Este sonido no existe como fonema en muchas lenguas de Europa occidental, aunque se asemeja a la africada postalveolar sonora [dʒ] de muchas lenguas románicas, aunque dado que es una oclusiva su sonido es también similar a [ɡ], (como en guitarra). Dado que es difícil hacer que la lengua toque el paladar duro sin tocar la parte posterior de la cresta alveolar [ɟ] es mucho menos común en las lenguas del mundo que el sonido [dʒ]. También es común que el signo /ɟ/ se use para representar una oclusiva velar palatalizada, o para otras africadas similares, como por ejemplo las de las lenguas indoarias. Esto puede considerarse apropiado cuando el punto de articulación no necesita ser especificado y la distinción entre oclusiva y africada no es contrastiva y por tanto de importancia secundaria.

## Rasgos fonéticos
Los rasgos fonéticos que caracterizan a la oclusiva palatal sonora son:
[+ oclusiva]
[+ palatal]
[+ sonora]
[+ oral]
[+ central]
[+ pulmónica]

## Aparición
| Lengua                             | Lengua                             | Palabra                 | AFI          | Glosa                   | Notas |
| ---------------------------------- | ---------------------------------- | ----------------------- | ------------ | ----------------------- | --- |
| Albanés                            | Albanés                            | 'gj'uha                 | [ˈɟuha]      | 'lengua'                | |
| Árabe                              | Árabe sudanés                      | جمل                     | [ ɟæˈmæl]    | 'camello'               | Algunos dialectos; se corresponde con d͡ʒ, ʒ o ɡ en otras variedades. Ver fonología del árabe                                                                              |
| Árabe                              | Árabe yemení                       | جمل                     | [ ɟæˈmæl]    | 'camello'               | Algunos dialectos; se corresponde con d͡ʒ, ʒ o ɡ en otras variedades. Ver fonología del árabe                                                                              |
| Euskera                            | Euskera                            | an'dd'ere               | [aɲɟe̞ɾe̞]     | 'muñeca'                | |
| Catalán                            | Mallorquín                         | 'gu'ix                  | [ˈɟiɕ ]      | 'tiza, gis'             | Se corresponde con /ɡ/ en otras variedades. |
| Corso                              | Corso                              | fi'ghj'ulà              | [viɟɟuˈla]   | 'vigilar'               | |
| checo                              | checo                              | 'd'ělám                 | [ ɟɛlaːm]    | 'hago'                  | Ver fonología del checo |
| Dinka                              | Dinka                              | 'j'ir                   | [ ɟir]       | 'romo'                  | |
| Ega                                | Ega                                | [ ɟé]                   | [ ɟé]        | 'volverse numeroso'     | |
| Francés                            | Francés                            | 'Di'eu                  | [ɟøː]        | 'Dios'                  | Alófono de [dj] para algunos pocos hablantes. |
| alemán                             | alemán                             | Stu'di'um               | [ˈʃtuːɟʊm]   | 'estudios académicos'   | Alófono de [dj] o [di]. Ver fonología del alemán |
| griego                             | griego                             | μετάγ'γ'ιση metág'g'isi | [me̞ˈtaɲɟisi] | 'transfusión'           | |
| Húngaro                            | Húngaro                            | 'gy'ám                  | [ ɟaːm]      | 'guardián'              | |
| Irlandés                           | Irlandés                           | Gaeil'g'e               | [ˈɡeːlʲɟə]   | 'Gaélico [irlandés]'    | |
| Letón                              | Letón                              | 'ģ'imene                | [ˈɟime̞ne̞]    | 'familia'               | |
| Luganda                            | Luganda                            | jjajja                  | [ ɟːaɟːa]    | 'abuelo'                | |
| Macedonio                          | Macedonio                          | раѓање                  | [ˈraɟaɲɛ]    | 'birth'                 | |
| Noruego                            | Central                            | fa'dd'er                | [fɑɟːeɾ]     | 'padrino'               | Dialectal. |
| Noruego                            | Septentrional                      | fa'dd'er                | [fɑɟːeɾ]     | 'padrino'               | Dialectal. |
| Occitano                           | Auvergnat                          | 'd'iguèt                | [ ɟiˈɡɛ]     | 'dijo' (3ª pers. sing.) | |
| Occitano                           | Limousin                           | dissèt                  | [ ɟiˈʃɛ]     | 'dijo' (3ª pers. sing.) | |
| Portugués [cita requerida]         | Nordestino                         | 'j'ingle                | [ˈɟĩgow]     | 'jingle'                | Frecuentemente en variación libro con ʒ y Archivo de audio "ɟj" no encontrado. Se corresponde con [dʒ ~ dʑ] en otras variedades más formales. Ver fonología del portugués |
| Portugués [cita requerida]         | Baiano                             | 'j'ingle                | [ˈɟĩgow]     | 'jingle'                | Frecuentemente en variación libro con ʒ y Archivo de audio "ɟj" no encontrado. Se corresponde con [dʒ ~ dʑ] en otras variedades más formales. Ver fonología del portugués |
| Rumano                             | Rumano                             | 'gh'impe                | [ˈɟimpe̞]     | 'espina'                | Alófono de /ɡ/ ante /i/ y /e/. Ver fonología del rumano |
| Eslovaco                           | Eslovaco                           | 'ď'aleký                | [ˈɟaʎɛkiː]   | 'lejos'                 | |
| Frisio occidental [cita requerida] | Frisio occidental [cita requerida] | 'dj'oer                 | [ ɟuǝr]      | 'caro'                  | |